# Wereldtuinen Mondo Verde

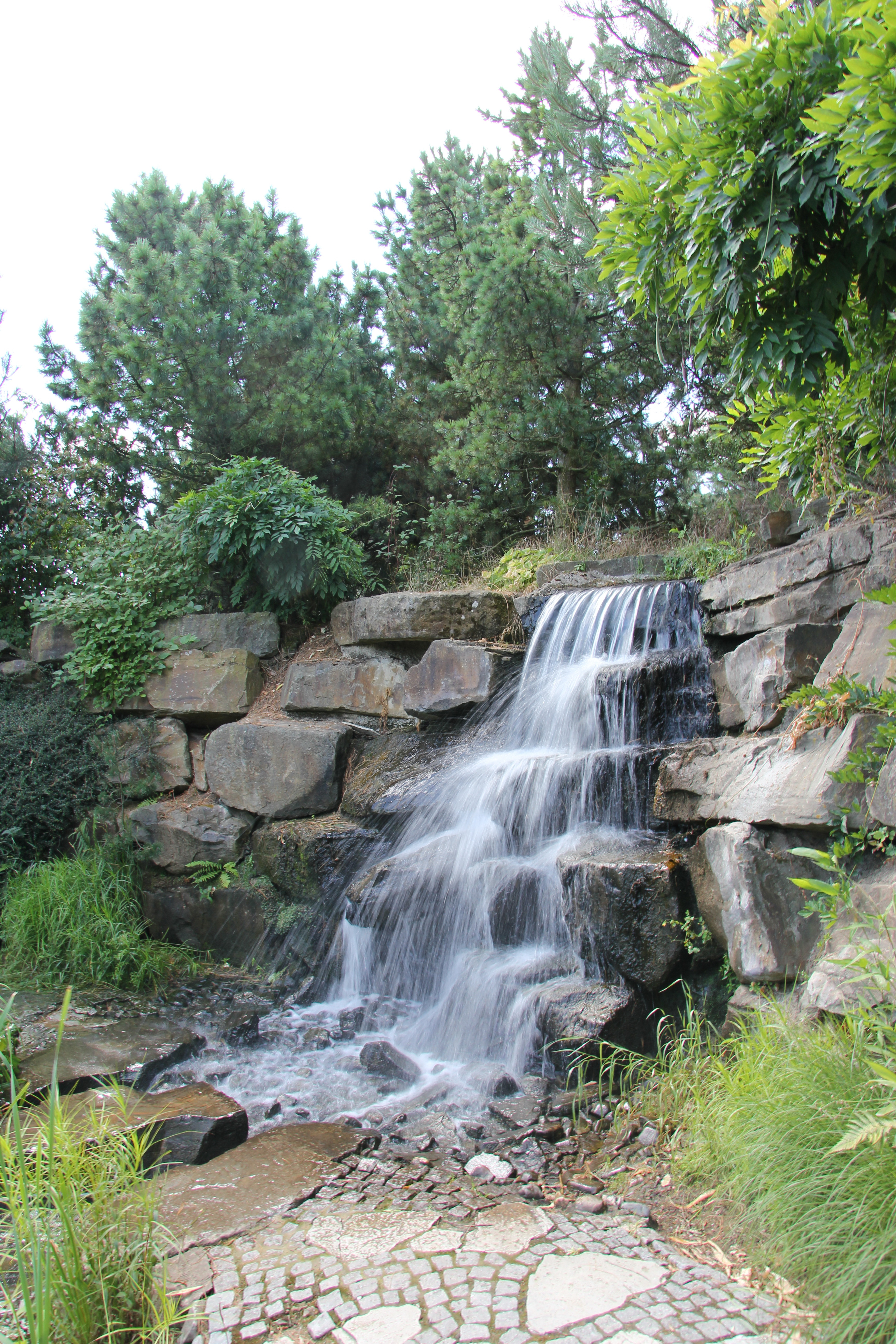
Waterval in Mondo Verde

Wereldtuinen Mondo Verde of kortweg Mondo Verde is een 25 hectare groot terrein met internationale tuinen, exotische dieren en attracties. Het is aangelegd op een oude steenberg in het Strijthagerbeekdal in Park Gravenrode te Landgraaf In Nederlands Limburg.

## Geschiedenis
Mondo Verde werd in maart 2002 geopend op de plaats waar een oude mijnterril deels werd vergraven. De oprichting van het park gebeurde door de Belg Jan Nonneman in opdracht van Ger Van Ingen, toenmalige eigenaar van de kasteeltuinen van Arcen. De terril was oorspronkelijk 70 meter hoog, maar werd afgevlakt tot 40 meter, waarna er terrassen op aangebracht werden. Omdat de bezoekersaantallen tegenvielen, werd het bedrijf eind 2006 failliet verklaard. In 2007 werd het overgenomen door Klaas en Bert van der Honing, die reeds eigenaar waren van Kinderstad Heerlen. Mondo Verde werd ondanks beperkte openingstijden nooit echt gesloten, maar kreeg een officiële heropening op 1 april 2008. De nieuwe eigenaars hebben het park uitgebreid met dieren, zoals panters, tijgers, leeuwen kamelen, stokstaartjes en een apeneiland met ringstaartmaki's. Verder zijn er een wildwaterbaan, botsauto’s, kleine achtbanen (Treno en Havana Spinning Adventure), een vrije val, een draaimolen, een zweefmolen, spring- en klimkussens. Ze voegden ook een Rockin' Tug toe, die eind 2022 sloot. In maart 2023 werd een nieuw schommelschip geplaatst.

## Bezienswaardigheden

### Tropen
In Mondo Verde kunnen bezoekers een 4.000 m² grote tropenhal bezoeken waar het minimaal 20 graden Celsius is. In de tropenhal zijn meer dan 100 vrij rondvliegende tropische vogels, enkele aapjes en duizenden tropische bomen en planten te vinden. In de tropenhal lopen bezoekers op verschillende hoogtes. Ook is er een aantal waterpartijen met watervallen. In de tropen zijn er onder andere neushoornvogels en toerako's te zien. Verder zijn er reptielen, zoals water- en landschildpadden en amfibieën.

### Vogelparadijs

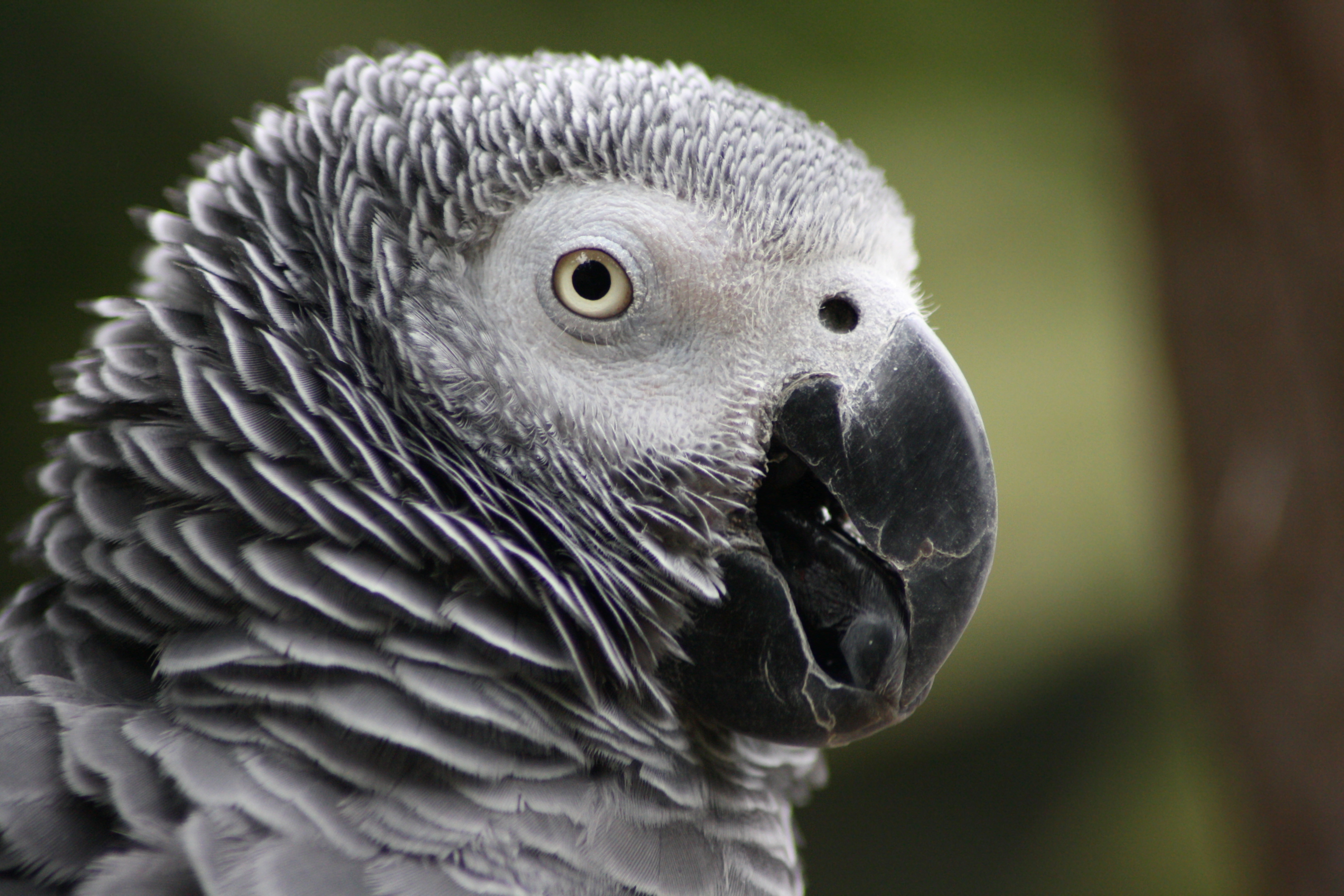
Grijze Roodstaart in Mondo Verde

Het vogelparadijs is 6000m² groot en is hiermee de tweede grootste vogelvolière in Europa. In de vogelhal zijn veel bomen en vijvers.

### Italiaanse tuin
In de Italiaanse tuin kan men een grote Toscaanse heuveltop op waar men uitzicht heeft over een groot deel van het park en de omgeving. Ook ziet men vanaf dit punt een grote watertrap. Op deze trap staan uit marmer gehouwen beelden van de beroemde Trevifontein. Boven op de heuveltop bevindt zich een villa. Vlak bij de villa is een luxe Toscaanse buitenplaats met slanke cipressen, fonteinen, olijfbomen en schaduwrijke terrassen. Net na de watertrap bevindt zich de 3,5 meter hoge 'Fontana del Tritone'. 

### Woestijn
In de woestijn zijn palmen te vinden en een oase. De Berberhuisjes zijn als het ware tegen de rotswanden geplakt.

### Alcazar
Hier vindt men "De poort van Alcazar" die is gemaakt naar het voorbeeld van het Alcazar in Sevilla. Via deze poort komt men in het mediterrane gedeelte van de wereldtuinen met mozaïeken, patiotuinen, citrusbomen en oleanders.

### Portugese tuin
Het Palacio dos Marquises de Fronteira in Lissabon stond model voor deze tuin en galerij. Men vindt hier azulejo's, waarmee de galerij is bekleed.

### Marokkaanse tuin
Deze tuin heeft bijna alleen maar blauwpaarse kleuren. Net als bij het origineel, de blauwe tuin van de Franse decorateur, architect en schilder Majorelle in Marrakech. De naam van deze in het oog springende kleur is dan ook Majorelle-blauw.

### Moorse tuin
In de Moorse tuin staan lange en smalle waterbassins met grote en kleine fonteinen, kunstig gesnoeide coniferen, citrusbomen en kuipplanten. Er vlakbij is een versie van het Alhambra met in het midden de 'Patio de los Leones', de leeuwenpatio met 148 marmeren zuilen en vele kleurrijke tegelmozaïeken.

### Engelse tuinen
Hier vindt men de twee bekendste kasteeltuinen van Engeland: de tuinen van Hidcote Manor in Gloucestershire en de tuinen van Sissinghurst Castle in Kent. Ook is hier een Engelse cottage. Er zijn hier ook formele tuinen met veel planten; klimrozen, begroeide pergola's en clematissen.

### Japanse tuin
In de Japanse tuin zijn theehuizen te zien die zijn geïnspireerd op de Keizerlijke Tuinen van Kyoto. Men vindt er onder andere bonsai, hosta's, azalea's, sierkers en Japanse esdoorns. In de tuin zijn ook veel waterloopjes, rotstuinen, vijvertuinen met karpers en er is een zentuin.

### Chinese tuin
In de Chinese tuin vindt men Wisteria, Bamboe, Boompioen, Fluweelboom, Zwarte Den enz.

### Russische tuin
In de Russische tuin kunnen bezoekers met een houten touwvlot over de zogenaamde Siberische taiga. Op 13 augustus 2010 werd de aanwezige datsja door brand verwoest. Sindsdien staat er een hutje. 

### Foliesbos
In het Foliesbos staan replica's van beelden uit Italiaanse, Franse en Duitse kasteeltuinen uit de 16e eeuw, onder andere een replica van L'Appennino, de Reus van de Appenijnen.

## Kritiek
In 2024 publiceerde dierenrechtenorganisatie Bite Back een rapport over het dierenwelzijn bij Themapark Mondo Verde. Er was sprake van vieze en te kleine verblijven. Dieren verbleven naast lawaaierige attracties. Ze lieten stereotiep gedrag zien hetgeen duidt op langdurige stress en verveling. Er werden volgens het rapport ook dieren zonder vergunning gehouden. De directie van Mondo Verde noemde de meeste aantijgingen ongegrond, maar zag wel aanleiding een aantal zaken te heroverwegen.

## Afbeeldingen

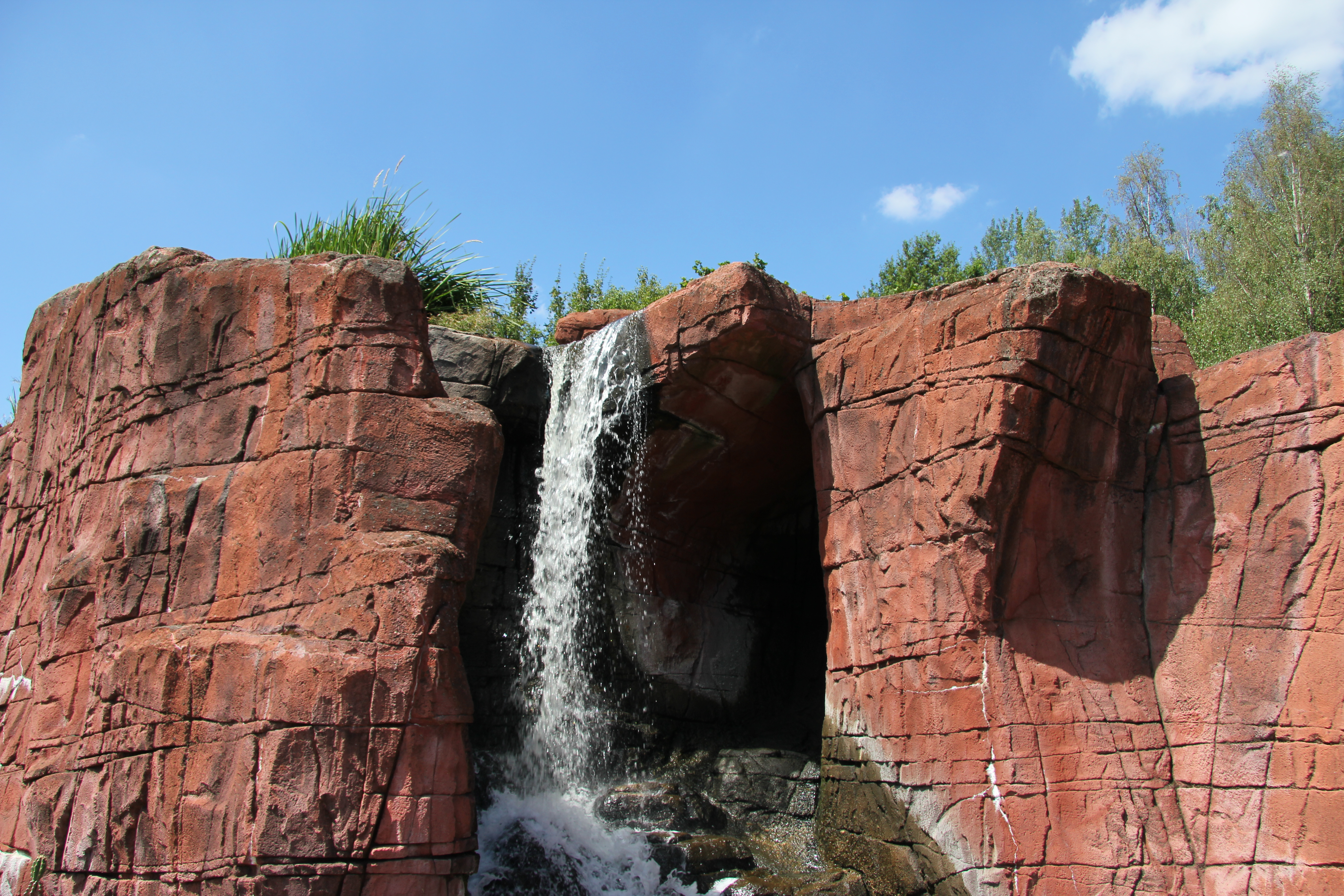
De afgronden in de Australische gedeelte
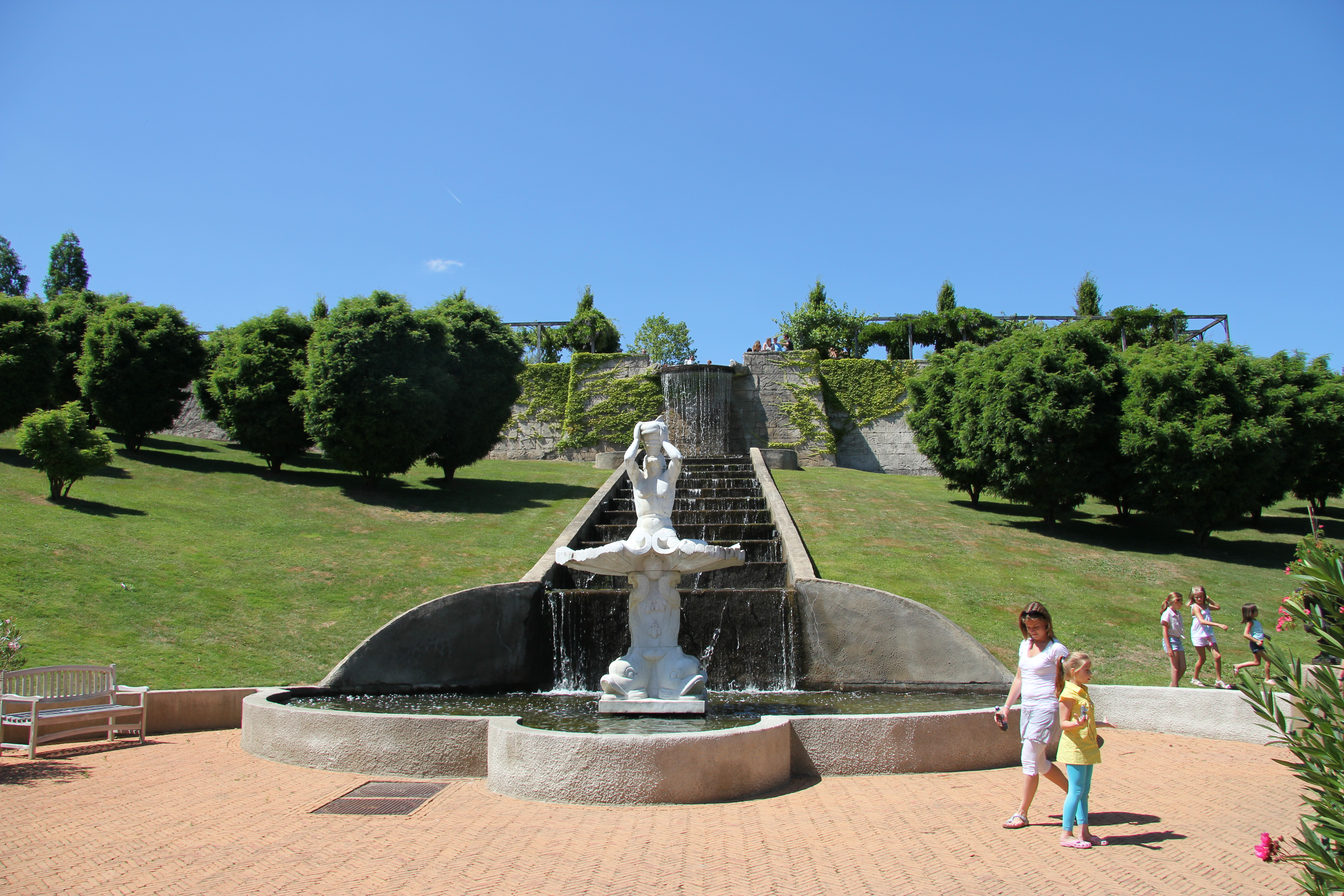
Fontein in de Italiaanse tuin
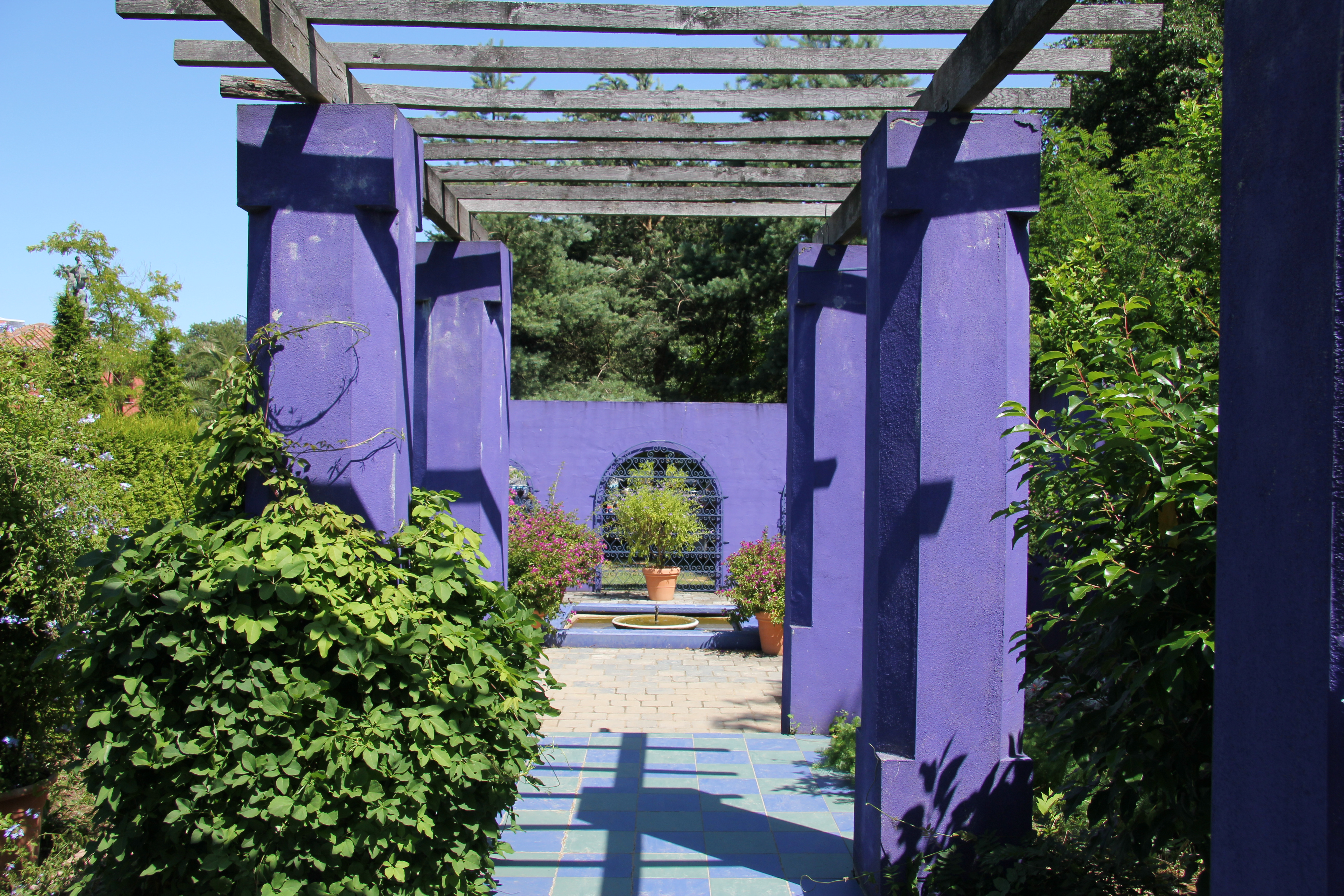
Tuin in het Marokkaanse gedeelte
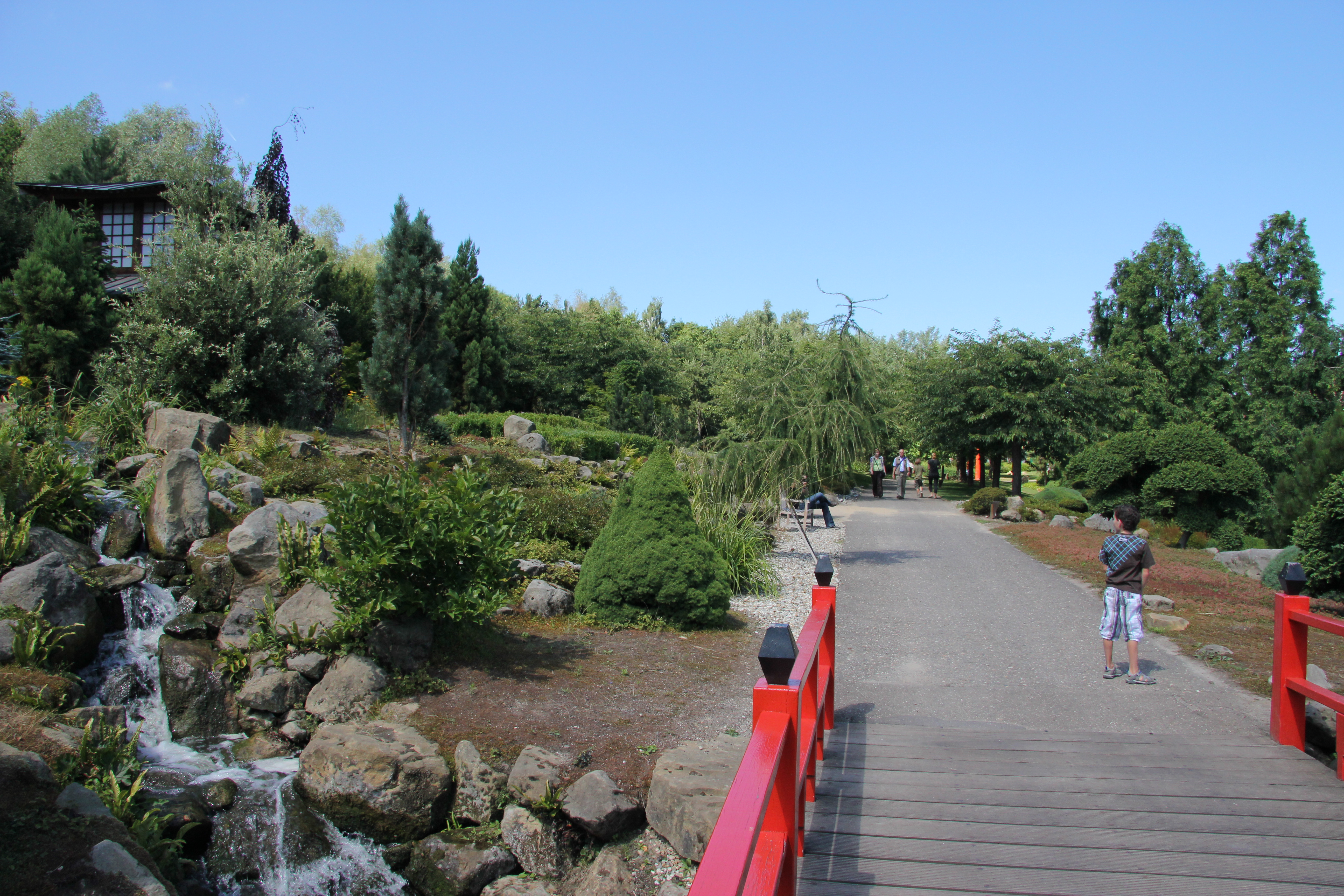
De tuin in het Japans gedeelte, met een brug gebouwd in Aziatische stijl
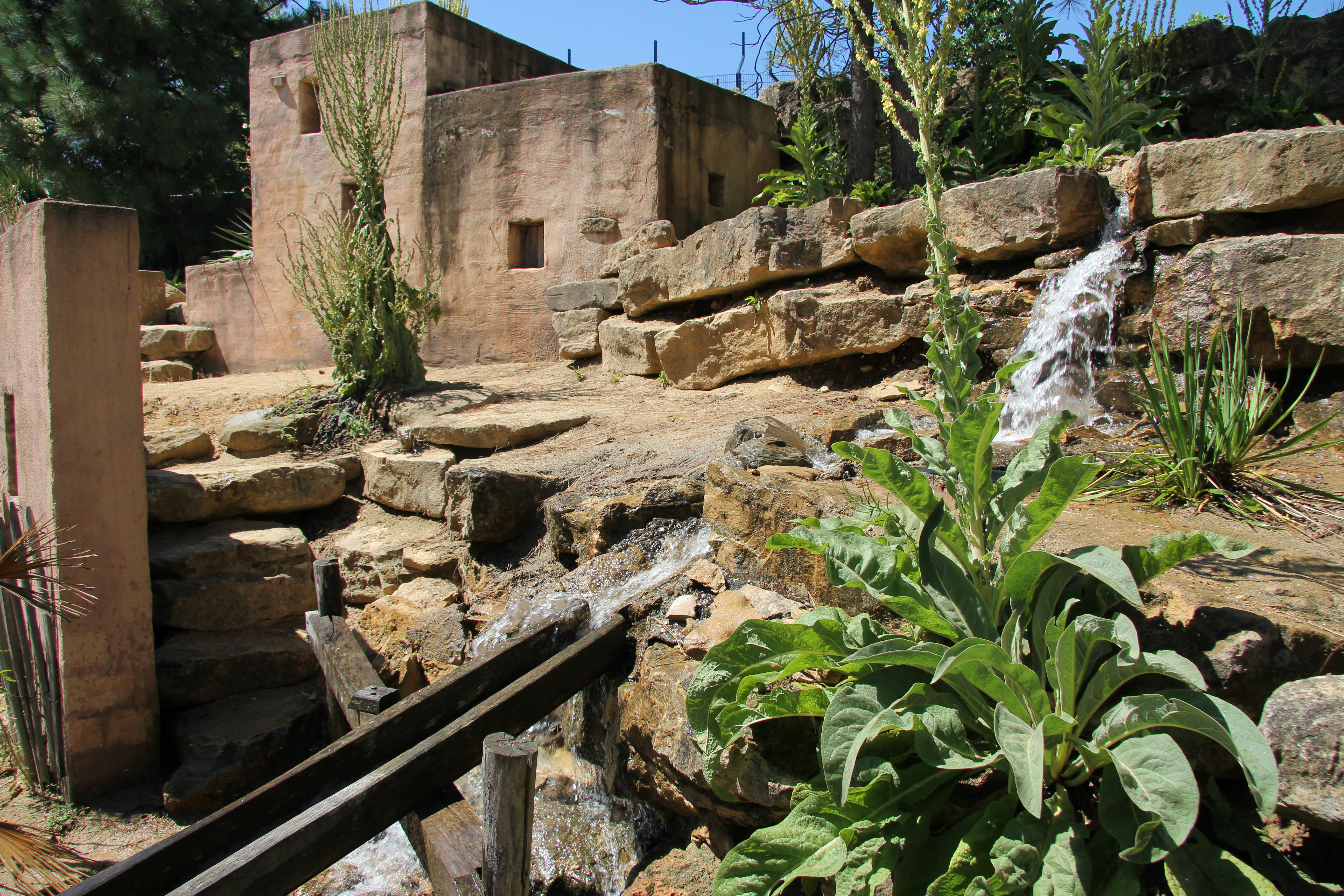
Midden-Oosters landschap bij fort Alhambra
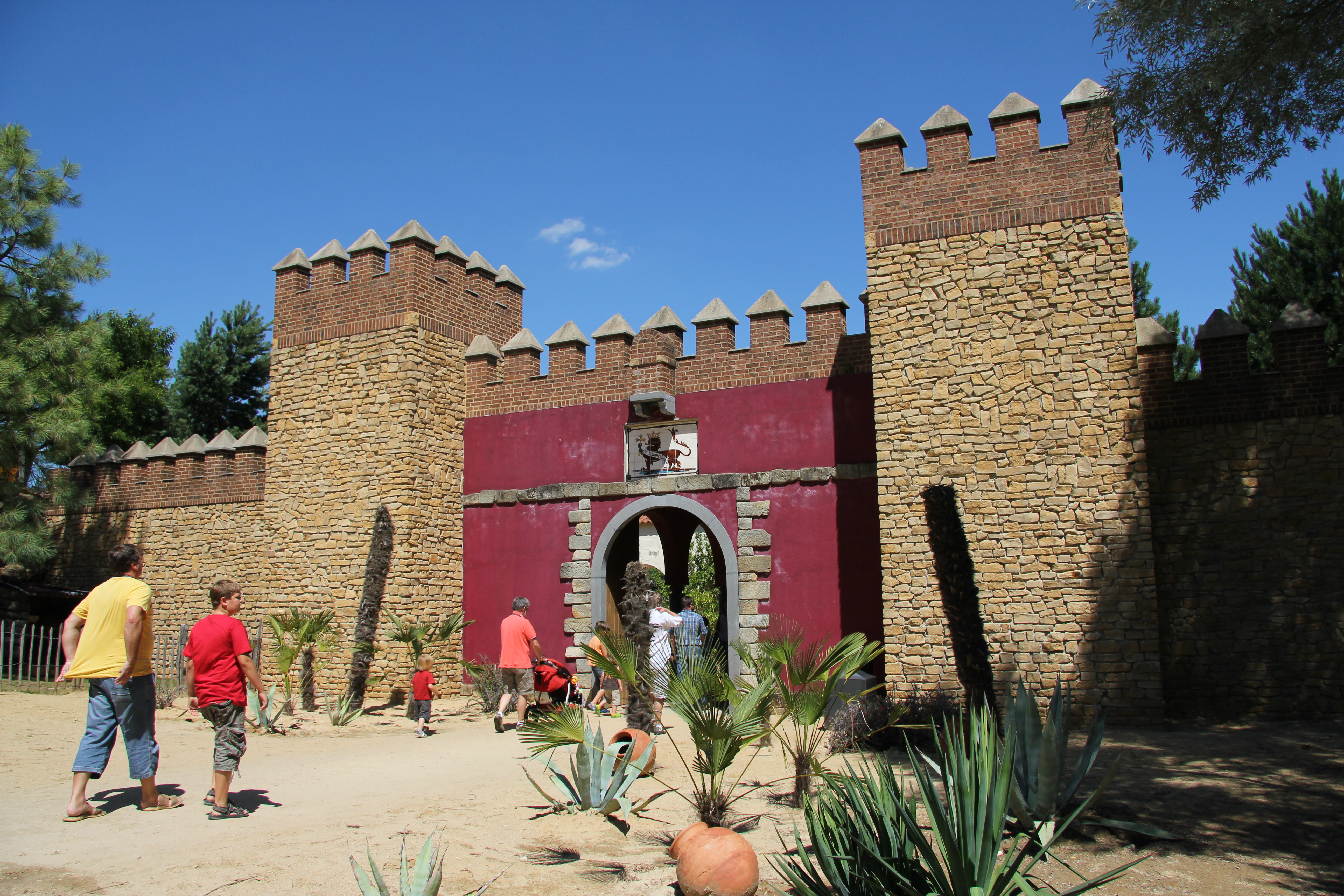
Fort Alhambra, Spaans gedeelte